# Палозеро (озеро, Пудожский район)
Палозеро — пресноводное озеро на территории Кривецкого сельского поселения Пудожского района Республики Карелии.

## Общие сведения
Площадь озера — 1,1 км². Располагается на высоте 187,4 метров над уровнем моря.
Форма озера лопастная, продолговатая: оно более чем на два километра вытянуто с северо-запада на юго-восток. Берега изрезанные, каменисто-песчаные, местами заболоченные.
Из юго-восточной оконечности озера вытекает Палоручей, впадающий с левого берега в реку Колоду, которая является притоком реки Водлы, впадающей в Онежское озеро.
По центру озера расположены два относительно крупных (по масштабам водоёма) острова без названия.
Населённые пункты и автодороги вблизи водоёма отсутствуют.
Код объекта в государственном водном реестре — 01040100411102000019458.